# Christián Herc
Christián Herc (* 30. September 1998 in Levice) ist ein slowakischer Fußballspieler.

## Karriere

### Verein
Herc begann seine Laufbahn in der Jugend des FC Nitra, bevor er im Sommer 2014 zu den Wolverhampton Wanderers nach England wechselte. Im März 2016 debütierte er für die U-21 (ab der Spielzeit 2016/17 U-23) in der englischen Reserveliga, der Premier League 2. Nach insgesamt 33 Einsätzen für die Reserve der Wolves, in denen er sechs Tore erzielte, wechselte er Anfang 2018 auf Leihbasis in sein Heimatland zum Erstligisten DAC Dunajská Streda. Bis Saisonende verpasste der Mittelfeldspieler kein Spiel seiner Mannschaft in der Fortuna liga und kam somit auf 13 Partien, in denen er dreimal traf. In der folgenden Spielzeit fungierte er ebenfalls als Stammspieler und absolvierte 29 Spiele in der höchsten slowakischen Spielklasse, in denen er erneut drei Tore erzielte. Nach Leihende schloss er sich im Sommer 2019 auf Leihbasis dem tschechischen Erstligisten Viktoria Pilsen an. In Pilsen kam er zunächst für die zweite Mannschaft zum Einsatz, für die er in sieben Spielen in der drittklassigen Česká fotbalová liga ein Tor schoss. Im Februar 2020 bestritt er sein einziges Ligaspiel für die erste Mannschaft. Im Sommer 2020 wurde er ein weiteres Mal verliehen, diesmal an den Pilsener Ligakonkurrenten MFK Karviná. Bis zum Ende der Spielzeit spielte er 31-mal für Karviná in der ersten tschechischen Liga und erzielte dabei sechs Treffer.
Im Sommer 2021 unterschrieb er einen Vertrag in der Schweiz beim Erstligisten Grasshopper Club Zürich. In seiner ersten Saison dort bestritt er 34 von 36 möglichen Ligaspielen, in denen er drei Tore schoss, sowie ein Pokalspiel. In der nächsten Saison waren es 32 von 36 Ligaspielen mit fünf Toren und drei Pokalspielen.
Ende Juli 2023 kehrte er zum slowakischen Verein DAC Dunajská Streda zurück, wo er dieses Mal einen Vertrag mit einer Laufzeit von zwei Jahren unterschrieb.

### Nationalmannschaft
Herc bestritt zwischen 2015 und 2016 sechs Spiele für die slowakische U-18-Auswahl und schoss dabei zwei Tore. Im Oktober 2016 spielte er erstmals in der U-19-Nationalmannschaft, für die er bis März 2017 in sechs Partien einmal traf. Ab November 2017 kam er für das U-21-Team zum Einsatz. In drei Jahren stand er 17-mal für die U-21 auf dem Platz und erzielte dabei vier Treffer.
Seine ersten Länderspiele für die A-Nationalmannschaft bestritt er im März 2023 im Rahmen zweier Freundschaftsspiele gegen Norwegen und Finnland.